# كوزمو كلب الفضاء
كوزمو كلب الفضاء هو شخصية خيالية من إبتكار مارفل كومكس وهو عبارة عن كلب سوفيتي. الشخصية من تأليف دان أبنيت وآندي لانينج وظهرت لأول مرة في يناير 2008.